# لويس كروز (لاعب كرة قاعدة)
لويس كروز (بالإسبانية: Luis Cruz)‏ (و. 1984  م) هو لاعب كرة قاعدة، من المكسيك، يلعب كقاعدي ثاني ‏، وشورتستوب ‏، وقاعدي ثالث ‏.

## روابط خارجية
- لويس كروز على موقع دوري كرة القاعدة الرئيسي (الإنجليزية)
- لويس كروز على موقع الدوري الياباني لكرة القاعدة (الإنجليزية)
- لويس كروز على موقعبيزبول رفرنس.كوم (الدوري الرئيسي) (الإنجليزية)
- لويس كروز على موقعبيزبول رفرنس.كوم (الدوري الثانوي) (الإنجليزية)
- لويس كروز على موقع إي إس بي إن.كوم (أم.أل.بي) (الإنجليزية)
- لويس كروز على موقع مشجعي الرسوم البيانية (الإنجليزية)